# Moussa Konaté
Pape Moussa Konaté (* 3. April 1993 in Mbour) ist ein senegalesischer Fußballspieler. Der Mittelstürmer, der auch als Außenstürmer agieren kann, steht beim georgischen Erstligisten FC Dinamo Batumi unter Vertrag.

## Karriere

### Verein
Als Jugendspieler begann Konaté seine Karriere 2005 bei dem heimischen Verein ASC Touré Kounda Mbour. Seine internationale Karriere führte ihn 2011 zuerst zu Maccabi Tel Aviv sowie über FK Krasnodar und CFC Genua in die Schweiz zu FC Sion, wo er ab 2014 vier Jahre spielte. Am 13. August 2017 wechselte er zu SC Amiens. Nach 76 Ligaeinsätzen bei Amines wechselte er 2020 innerhalb der Liga zum FCO Dijon. Leihen nach Tunesien und in die Türkei folgten; anschließend zog es Konaté für kurze Zeit nach Georgien. Danach giong er in die 4. französische Liga nach Bourges.

### Nationalmannschaft
Am 29. Februar 2012 debütierte Konaté in der Nationalmannschaft und wurde seitdem in 29 Spielen eingesetzt und erzielte 10 Tore. Er nahm für Senegal an den Olympischen Sommerspielen 2012 in London teil und erzielte fünf Tore, womit er Rang zwei der Torschützenliste belegte. Bei der Weltmeisterschaft 2018 in Russland kam Konaté bei den Spielen gegen Polen und Kolumbien zum Einsatz.

## Erfolge
FC Sion
- Schweizer Cupsieger: 2015

Espérance Tunis
- Tunesischer Meister: 2022

Sivasspor
- Türkischer Pokalsieger: 2022